# Nim ulje
Nim ulje je nejestivo biljno ulje koje se dobija presovanje voća i semena biljke nima (Azadirachta indica), zimzelenog drveta endemskog u Indijskom potkontinentu ali se danas uzgaja i u drugim delovima tropika. Nim ulje je najvažniji komercijalni proizvod od nima, i koristi se u organskom uzgoju bilja i u medicini.
Nim ulje se na Tamilu naziva Veppennai.

## Sastav
Nim ulje varira u boji, u zavisnosti od toga koliko je seme dugo bilo potopljeno u vodu; može biti zlatno žuto, žućkasto braon, crvenkasto braon, tamno braon, zelenkasto braon, ili jarko crveno. Ima izuzetno jak miris koji je između mirisa kikirikija i belog luka. sastoji se uglavnom od  triglicerida i sadrži niz triterpenoidnih jedinjenja, koja mu daju gorak ukus. Prirodno je hidrofobno; ali se komercijalno, da bi se moglo emulgovati u vodi, je kombinuje sa tenzidima.
Azadirahtin je najbolje proučen triterpen iz nim ulja. Drugi triterpen, Nimbin je onaj kome se pripisuju poželjna svojstva nim ulja, i to njegovo antiseptičko, antifungalno, antipiretsko i antihistaminsko delovanje. Pored ovoga, nim ulje sadrži i nekoliko sterola, uključujući kampesterol, beta-sitosterol, i stigmasterol.
| Ime kiseline     | Sadržaj |
| ---------------- | ------- |
| Linolna          | 6-16%   |
| Oleinska         | 25-54%  |
| Palmitinska      | 16-33%  |
| Stearinska       | 9-24%   |
| Alfa-linoleinska | ?%      |
| Palmitoleinska   | ?%      |

## Ekstrakcija
Način procesuiranja će uticati na sastav ulja, pošto nije moguće da presovanje, ekstrakcija rastvaračima, ili standardno hladno presovanje, izvuku iste sastojke u istoj meri. Takođe, po literaturi i sama količina ulja koje se može dobiti iz nim zrna, varira od 25% do 45%.

Velika industrija u Indiji proizvodi ulje ekstrakcijom pomoću heksana. Ovako dobijeno ulje je nižeg kvaliteta od standardnog nim ulja dobijenog hladnim ceđenjem, i mahom se koristi u proizvodnji sapuna.

## Upotreba

### U kozmetici
Nim ulje se ne koristi za kuvanje. U Indiji, koristi se u kozmetici, sa pravljenje sapuna, proizvoda za kosu, krema i sl.

### Za uljane lampe
U Indiji, nim ulje se koristi kao ulje za lampe u puja svrhe. Veruje se da paljenje neem ulja u Hindu hramovima, pozitivno deluje na zdravlje i finansijski status.

### Ajurvedska medicina
Nim ulje se u Ajurvedskoj medicini koristi od davnina, 
Međutim, ima vrlo malo naučnih radova koji se bave efektima nim ulja na ljudsko zdravlje. Pokazalo se delotvorno u ograničavanju akutne kožne toksoičnosti kod hemoterapije raka glave i vrata koja koristi cisplatin.

### Toksičnost
Ako se pojede, nim ulje može biti toksično i može izazvati metaboličnu acidozu, epileptične napade, otkazivanje bubrega, encefalopatiju i ozbiljnu moždanu ischemiju kod odojčadi i male dece. Nim ulje ne bi trebalo da se konzumira, a posebno od strane trudnica, žena koje pokušavaju da zatrudne, ili dece. Takođe se može povezati i sa alergijskim kontaktnim dermatitisom.

### Pesticid
Formule koje koriste nim ulje se koriste naširoko kao pesticid u organskom uzgoju jer suzbija veliki broj insekata, uključujući i štitaste vaši, biljne vaši, kupusne crve, tripse, bele leptiraste vaši, gusenice, skakavce, nematoda itd. Korišćeno kao pesticid, nije štetno za sisare, ptice, gliste, ili neke korisne insekte kao što su leptiri, pčele i bubamare ako nije koncentrisano na njihov habitat ili njihove izvore hrane. Koristi se i kao pesticid po kući, za mrave, stenice, buba švabe, muve, peščane mušice, puževe, termite i komarce i kao repelent, i kao larvicid. Takođe kontoliše crne mrlje na ružama, pepelnicu, antraknoze i lisne rđe.
Ekstrakt nima deluje kao biopesticid i suzbija mitarenje insekata suzbijanjem hormona ekdizona. Azadirahtin je najaktivniji od ovih regulatora rasta, i predstavlja 0,2–0,4% semena Nim drveta.